# Бахтин (Ізюмський район)
Бахти́н —  село в Україні, у Борівській селищній громаді Ізюмського району Харківської області. Населення становить 501 осіб. До 2020 орган місцевого самоврядування — Гороховатська сільська рада.

## Географія
Село Бахтин знаходиться на правому березі Оскільського водосховища (річка Оскіл). Поруч із селом розташована балка Крутий Яр. Нижче за течією за 2 км село Комарівка. Вище за течією примикає село Гороховатка, через яке проходить автомобільна дорога Р79.

## Історія
Бахтин поблизу Гороховатки з’явився вже у радянські часи і спочатку був лише кутком Гороховатки, а вже значно пізніше став окремим селом.
Південна частина села - мікрорайон Радьківка, що виник у 1958 р. через переселення мешканців села Радьківки, що було на місці Оскільського водосховища. Спочатку той мікрорайон був новозбудованим селом Шевченковим, яке потім включили до складу села Бахтин.
12 червня 2020 року, відповідно до Розпорядження Кабінету Міністрів України № 725-р «Про визначення адміністративних центрів та затвердження територій територіальних громад Харківської області», увійшло до складу Борівської селищної громади.
19 липня 2020 року, в результаті адміністративно-територіальної реформи та ліквідації Борівського району, увійшло до складу Ізюмського району Харківської області.

## Населення

### Мова
Розподіл населення за рідною мовою за даними перепису 2001 року:
| Мова       | Кількість | Відсоток |
| ---------- | --------- | -------- |
| українська | 457       | 91.22%   |
| російська  | 42        | 8.38%    |
| вірменська | 2         | 0.40%    |
| Усього     | 501       | 100%     |

## Економіка
- В селі є кілька молочнотоварних ферм.

## Цікаві факти
- Бахтин згадується в романі Майка Йогансена "Подорож ученого доктора Леонардо і його майбутньої коханки прекрасної Альчести у Слобожанську Швайцарію"